# Чижевский, Дмитрий Иванович
Дмитрий Иванович Чижевский (рус. дореф. Чижевскій; укр. Чижевський; нем. Tschižewskij; 23 марта [4 апреля] 1894 года, Александрия, Херсонская губерния, Российская империя — 18 апреля 1977 года, Хайдельберг, ФРГ) — российский и немецкий славист, философ, историк церкви, палеограф, литературовед русско-польского происхождения. За значительный научный вклад в украинистику Чижевский также причисляется историографией к украинским учёным.
Чижевский снискал широкую известность как учёный ещё до эмиграции из России за исследования в области русского гегельянства, однако наиболее значительные труды он написал за рубежом. В Германии Чижевский был известен как знаток славянских древностей: русской, украинской, чешской поэзии, философии и литературы.
Чижевский считается первым историографом украинской философской мысли. Большинство работ философа посвящены восточнославянской культуре в контексте немецкого на неё влияния.
Чижевский наиболее известен благодаря своим исследованиям истории древнерусской литературы, казацкого барокко, сочинений Григория Сковороды, гегельянства в России, Фёдора Достоевского и Фёдора Тютчева. Чижевскому принадлежит ряд научных открытий: будучи в Праге, Чижевский открыл для науки неизвестную ранее рукопись Яна Амоса Коменского.

## Биография
Дмитрий Иванович Чижевский родился в семье артиллериста Ивана Константиновича Чижевского, происходившего из польской шляхты и русской дворянки Марии Дмитриевны Ершовой. Его мать была художницей, она училась живописи у Ильи Репина и Павла Чистякова. Отец принимал активное участие в революционном движении народников, за революционную деятельность он отбывал наказание в двухгодичной ссылке на русском севере. Супруга Ивана Чижевского не разделяла революционные взгляды мужа.
Дмитрий Чижевский окончил гимназию в 1911 году. В том же году поступил в Петербургский университет на отделение астрономии и математики, однако северный климат плохо сказался на здоровье Чижевского и в 1913 г. перевёлся в Киевский университет Св. Владимира, чтобы поправить здоровье. В Киеве Чижевский осознал интерес к гуманитарным наукам и перевёлся на историко-филологический факультет, который окончил в 1919 г. Будучи студентом, Чижевский увлёкся революционными идеями меньшевиков. На философские взгляды Чижевского в период обучения в России оказали влияние лекции Николая Онуфриевича Лосского.
В период гражданской войны Чижевский сначала поддерживал меньшевиков, затем с сочувствием отнёсся к правительству Скоропадского. К петлюровцам Чижевский относился негативно. После прихода к власти большевиков Чижевского сначала приговорили к смертной казни, а потом отпустили как меньшевика.
С 1920 г. преподавал в Киевском университете, читал курс общего языкознания на Высших женских курсах в Киеве. 13 мая 1921 г. нелегально пересёк польскую границу.
В 1929 году стал профессором Украинского Свободного университета в Праге и обрёл авторитет в научных кругах, благодаря своим трудам по философии и литературоведению. В 1932 году по приглашению в Галльский университет, получил звание доктора философии. В 1932—1945 годах преподавал русский язык в Галльском университете. Его место занял Лудольф Мюллер.
В эмиграции Дмитрий Чижевский слушал лекции Эдмунда Гуссерля, Мартина Хайдеггера, Карла Ясперса и др. Чижевский поддерживал дружеские отношения с Максом Фасмером, отцом Георгием Флоровским, Хансом-Георгом Гадамером и многими др. Как отмечает Аркадий Полонский: «В Германии Дмитрий Иванович прожил почти полвека, в 20—40 гг. он был соратником Макса Фасмера, в 60—70 гг. преподавал в университетах Галле, Йены, Марбурга, Гейдельберга, являлся признанным главой немецкой славистики». Д. И. Чижевский был участником Пражского лингвистического кружка, с 1926 г. — профессором Украинского педагогического института им. М. П. Драгоманова. В 1949—1956 гг. работал в Гарварде (Массачусетс, США). В культурологии и искусствознании Чижевский известен как автор оригинальной модели исторического развития искусства, получившей название «Маятник Чижевского».

### Политическая деятельность
Политические воззрения Дмитрия Чижевского были крайне противоречивы и менялись на протяжении жизни. Юрий Шевелёв так характеризовал Чижевского: «Если у него и была политическая программа, то (понятная) только для него самого». В юношестве Дмитрий Чижевский, как и его отец, принимал участие в революционных кружках, до 1917 года он был членом партии меньшевиков, а также сочувствовал Украинскому социал-демократическому движению. Член Центральной рады (1917—1918). Примечательно, однако, что Дмитрий Чижевский выступал против провозглашения Украинской народной республики.
После революции некоторое время проживает в США, в 1921 году окончательно покидает Россию. В годы гражданской войны Чижевский становится активным членом Немецкого христианского экуменического движения. В 20-е годы Чижевский получил профессорскую ставку в Германии и остался преподавать. Он не покинул страну и в годы национал-социализма, однако вынужденно отправил свою жену Лидию Израйлевну Маршак в США, так как её еврейское происхождение могло повлечь за собой преследование Чижевского немецкими властями. Чижевский был противником национал-социалистов и после войны был публично обвинён в Марбурге в поддержке коммунистов (обвинение выдвинул Альфред Гейлер как раз перед тем, как Чижевский получил визу в США, чтобы отомстить Чижевскому). Несмотря на обвинения, Чижевский уезжает из Германии и некоторое время преподаёт в США, куда его позвал Георгий Флоровский. Английским языком Чижевский не владел, поэтому лекции по преимуществу читал на русском языке, а также на немецком. Отношения Чижевского с Романом Якобсоном не сложились, поэтому, когда Чижевский получил приглашение возглавить отделение славистики в Гейдельберге, он вернулся в Германию. В годы эмиграции Дмитрий Чижевский поддерживал активные связи как с русской «белой», так и с украинской эмиграцией, в связи с чем часто подвергался критике сторонниками радикальных течений. Сам Дмитрий Иванович Чижевский характеризовал своё мировоззрение так:
«Мой жизненный путь привёл меня из России в Польшу, Германию, Чехословакию, Голландию, Швецию и т.д. И везде я мог убедиться, что те узкие рамки, в которые история поставила жизнь этих народов, вредят этим странам и народам не только в экономическом, но и в культурном плане. И будут и впредь тормозить их развитие, если не преодолеть узкие рамки любым способом — не нарушая, однако, естественных прав этих больших и малых народов».

## Труды
Прижизненные издания на немецком языке:
- Hegel in Rußland. — Halle, 1934.
- Geschichte der Altrussischen Literatur im 11, 12 und 13, Jahrhundert, Kiever Epoche. — Frankfurt/M: Klostermann, 1948.
- Nachwort zu Die toten Seelen, Übers. Fred Ottow, Winkler, München 1949 und Buchclub «Freunde der Weltliteratur», Hamburg u. a. 1949; Nachwort von Tschižewskij S. 475—494[1]
- Das heilige Russland (1959)
- Hegel bei den Slaven. — Reichenberg, 1934.
  - 2. Aufl. — Bad Homburg. 1961.
- Europa und Rußland : Texte zum Problem des westeuropäischen und russischen Selbstverständnisses. — Darmstadt: WBG, 1959.
- Russische Geistesgeschichte. — 1959, 1961. — Bd. 1, 2.
- Vergleichende Geschichte der slavischen Literaturen. — Berlin, 1968. — Bd. 1, 2.

Издания на русском языке:
- Чижевский Д. И. Гегель в России. — СПб.: Наука, 2007
- Чижевский Д. И. Материалы к биографии в трёх томах. — СПб.: Русский путь, 2007

Издания на украинском языке:
- Чижевський Д. І. Філософські твори: У 4 т. — К.: Смолоскип, 2005. — Т. 1, 2, 3, 4.
- Чижевський Д. І. Історія української літератури. — Нью-Йорк: Українська вільна академія наук у США, 1956 (переиздания: Тернопіль: Femina, 1994; К.: ВЦ «Академія», 2003).
- Чижевський Д. І. Реалізм в українській літературі. — К.: Просвіта, 1999.
- Чижевський Д. І. Порівняльна історія слов’янських літератур. — К.: ВЦ «Академія», 2005 (перевод с немецкого издания).
- Чижевський Д. І. Історія російської літератури ХІХ століття. Романтизм. — К.: ВЦ «Академія», 2009 (перевод с немецкого издания).
- Чижевський Д. І. Філософія Г. С. Сковороди. — Варшава: Український науковий інститут, 1934 (переиздание: Харків: Прапор, 2004).
- Чижевський Д. І. Нариси з історії філософії на Україні. — Прага: Український громадський видавничий фонд, 1931 (Переиздание: Київ, 1992).
- Чижевський Д. І. Українські друки в Галле. — Краків: Українське видавництво, 1943.
- Чижевський Д. І. Культурно-історичні епохи. — Авґсбурґ-Монреаль: Накладом Товариства прихильників УВАН, 1978.

## Память
Имя Дмитрия Чижевского носят улицы в Киеве, Сумах и Львове.